# 340 on the Park
340 on the Park è un grattacielo residenziale nello sviluppo a Lakeshore East del quartiere di New Eastside di Chicago.

## Caratteristiche

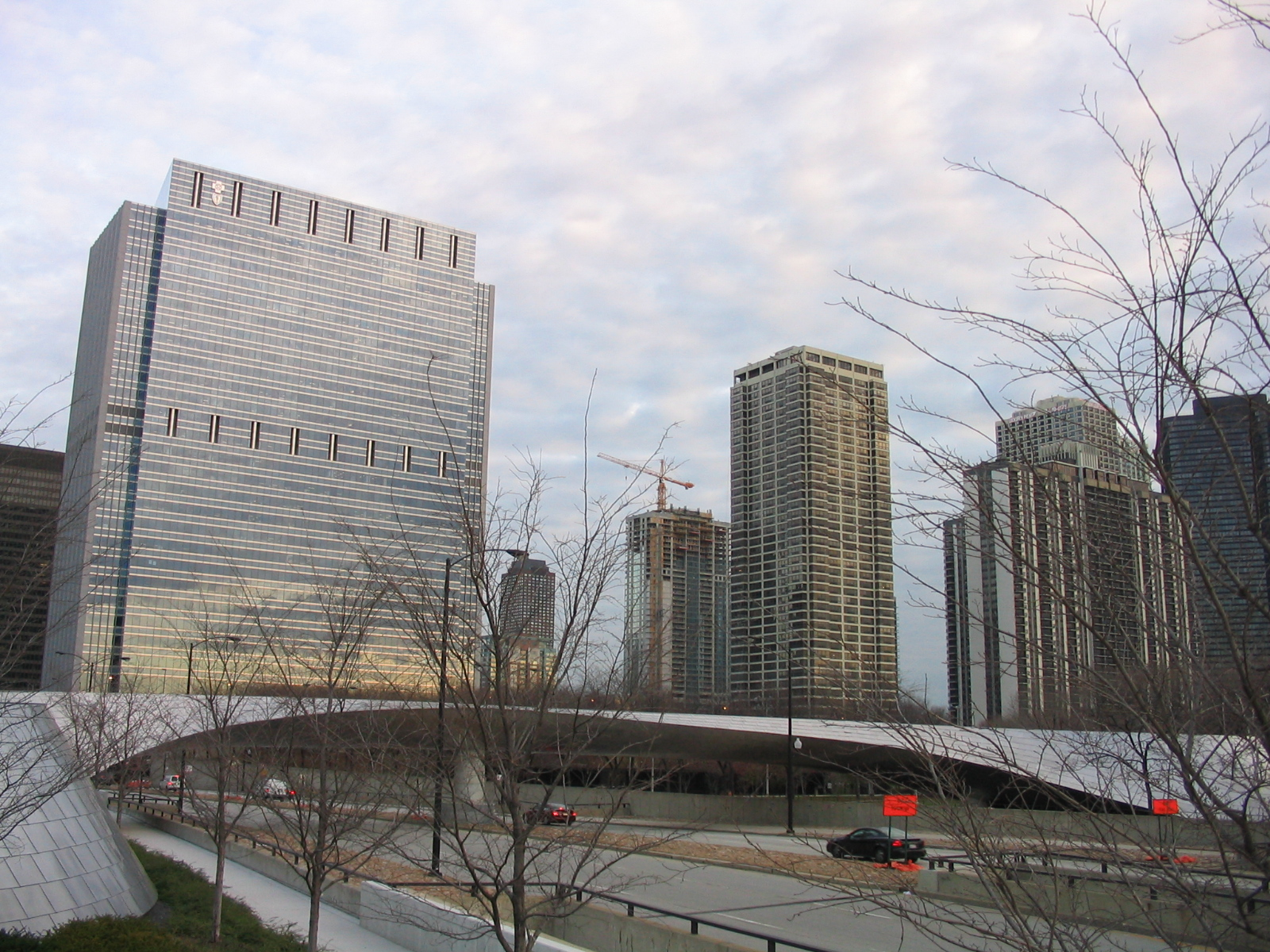
Sito del 340 on the Park dal BP Pedestrian Bridge (2004-11-09)

Completato nel 2007 l'edificio è stato per breve tempo l'edificio residenziale più alto della città superando il 55 East Erie. È il secondo edificio residenziale più alto di Chicago (One Museum Park è l'attuale più alto) essendo alto 205 metri e avendo 62 piani.
L'edificio è stato progettato dallo studio di architettura Solomon Cordwell Buenz. La società di ingegneria strutturale Magnusson Klemencic Associates ha progettato l'edificio utilizzando il post-tensionamento per aumentare le altezze dal pavimento al soffitto.